# Ravno, Plužine
Ravno este un sat din comuna Plužine, Muntenegru. Conform datelor de la recensământul din 2003, localitatea are 59 de locuitori (la recensământul din 1991 erau 74 de locuitori).

## Demografie
În satul Ravno locuiesc 52 de persoane adulte, iar vârsta medie a populației este de 44,3 de ani (41,9 la bărbați și 47,4 la femei). În localitate sunt 17 gospodării, iar numărul mediu de membri în gospodărie este de 3,47.
Populația localității este foarte eterogenă.
|  |

| Demografie | Demografie | Demografie |
| An         | Locuitori  | Locuitori  |
| ---------- | ---------- | ---------- |
|            |            |            |
|            |            |            |
|            |            |            |
|            |            |            |
| 1948       | 150        |            |
| 1953       | 175        |            |
| 1961       | 169        |            |
| 1971       | 110        |            |
| 1981       | 56         |            |
| 1991       | 74         | 70         |
| 2003       | 62         | 59         |

| \| Componența etnică conform recensământului din 2003[2] \| Componența etnică conform recensământului din 2003[2] \| Componența etnică conform recensământului din 2003[2] \| Componența etnică conform recensământului din 2003[2] \| Componența etnică conform recensământului din 2003[2] \| \| ----------------------------------------------------- \| ----------------------------------------------------- \| ----------------------------------------------------- \| ----------------------------------------------------- \| ----------------------------------------------------- \| \| \| \| \| \| \| \| Sârbi \| Sârbi \| \| 35 \| 59,32% \| \| Muntenegreni \| Muntenegreni \| \| 22 \| 37,28% \| \| necunoscută \| necunoscută \| \| 0 \| 0% \| |              |  |    |        |
| Componența etnică conform recensământului din 2003 |              |  |    |        |
| |              |  |    |        |
| Sârbi | Sârbi        |  | 35 | 59,32% |
| Muntenegreni | Muntenegreni |  | 22 | 37,28% |
| necunoscută | necunoscută  |  | 0  | 0%     |